# Montefano
Montefano település Olaszországban, Marche régióban, Macerata megyében. Lakosainak száma 3311 fő (2023. január 1.). Montefano Appignano, Filottrano, Osimo, Recanati és Montecassiano községekkel határos.

## Népesség
A település lakossága az elmúlt években az alábbi módon változott:
| Lakosok száma | 3506 | 3458 | 3311 |
|               | 2017 | 2018 | 2023 |